# 레비티라세탐
레비티라세탐(Levetiracetam) 성분의 뇌전증 치료제 '케프라'는 벨기에 UCB사의 뇌전증 치료제이다.에티라세탐의 S-거울상체이며, 구조적으로 누트로픽제제인 피라세탐과 유사하다.

## 용도
레비티라세탐은 EU에서 부분발작의 단독요법, 부분발작·간대성 발작·강직성간대발작의 보조요법으로 승인되었다.이 제제는 비슷한 용법으로 동물에게도 쓰인다.
레비티라세탐은 뚜렛 증후군, 자폐증, 양극성 장애, 불안장애 뿐만 아니라 치매에도 정신과적·신경과적 잠재적 이득을 띤다.
가바펜틴과 함께, 레비티라세탐은 신경증치료에도 가끔씩 쓰인다. 수전증에도 효과가 있는지는 밝혀지지 않았다.

## 적응증
- 단독요법 : 처음 뇌전증으로 진단된 2차성 전신발작을 동반하거나 동반하지 않는 부분발작의 치료(16세 이상)
- 부가요법
  - 기존 1차 항전간제 투여로 적절하게 조절이 되지 않는 2차성 전신발작을 동반하거나 동반하지 않는 부분발작의 치료(4세 이상)
  - 소아 간대성 근경련성 뇌전증 환자의 근간대성 발작의 치료(12세 이상)
  - 특발성 전신성 뇌전증 환자의 1차성 전신 강직 및 간대 발작의 치료(12세 이상)
- 단, 레비티라세탐 주사제는 경구투여가 일시적으로 불가능한 환자에 투여한다.

## 부작용
레비티라세탐은 보통 잘 받아들여지지만, 졸음, 허약, 불안정한 정동, 피로, 불안, 성마름 또는 공격성, 감정 변화, 식욕부진, 신경질, 구토, 설사, 목통증, 변비 및 피부의 색소침착의 원인이 될 수 있다.
심각한 부작용으로는 자살사고, 환각, 우울증, 뇌전증의 악화, 열, 감염증상, 복시, 가려움, 얼굴의 부종 등이 있다. 2005년 연구에 따르면 피리독신 처방이 정신적 증상을 약간 감소시키는 것을 나타낸다.
레비티라세탐의 희귀한 부작용 중 하나는 신경증과 유사한 증상으로서 환자의 발에 찌르는듯한 통증이 나타나는 것이다.

## 작용기전
레비티라세탐의 정확한 작용기전은 밝혀지지 않았으나, 이 제제는 시냅스 소포체 당단백질인 SV2A를 묶어 시냅스 전 칼슘채널을 막는다. 이것이 시냅스 간 신경충격을 억제하는 것으로 여겨진다.

## 제네릭 의약품
특허가 만료되어 제네릭 의약품인 '큐팜(명인제약)'을 비롯한, '케프렙톨(환인제약)' 등으로 풀려져 있다. 
더욱이, 케프라 제네릭(복제약)을 제조하는 국내 업체인 명인제약이 국내 최초로 발매한 '큐팜XR 서방정'의 경우, 약물이 서서히 흡수되어, 장에서 용출되는 장용성 젤매트릭스 제법으로, 하루에 한 번만 복용해도 반나절 동안 체내 약물 농도를 유효 범위 내에서 유지시켜 주는 약리 작용으로, 복약 순응도 또한 한층 개선시켰다.